# شفيق محمود
شفيق محمود (1938 - 29 مايو 2025) هو مؤرخٌ أردني فلسطيني.

## سيرته
وُلد شفيق جاسر أحمد محمود عام 1938 في قرية عنابة الواقعة قرب الرملة. تلقى جزءًا من تعلميه الإبتدائي فيها، وبعد نكبة عام 1948 أكمل المرحلة الإبتدائية في مدينة أريحا وبعد ذلك انتقل مع عائلته لمدينة رام الله وحصل على شهادة المترك عام 1956. حصل على درجة البكالوريس في التاريخ من جامعة دمشق عام 1965، ودرجة الماجستير من جامعة عين شمس عام 1974 وكانت رسالته حول مخطوط الإعلام بالحروب الواقعة في صدر الإسلام للبياسي، وحاز على الدكتوراه من الجامعة نفسها عام 1974 بأطروحة بعنوان العلاقة بين المسلمين والمسييحيين في القدس منذ الفتح الإسلامي حتى الحروب الصليبية.
عمل في جامعة اليرموك أستاذًا غير متفرغٍ خلال العام (1981-1982)، وفي الجامعة الإسلامية بالمدينة المنورة خلال الفترة (1982- 1990)، ثم عمل في كلية تأهيل المعلمين والجامعة الأردنية أستاذًا غير متفرغٍ خلال الأعوام (1990-1996) ثم انتقل للعمل في جامعة الزرقاء الأهلية منذ عام 1997.

## مؤلفاته
له العديد من المؤلفات والكتب منها:
1. الحروب الصليبية، جذورها، دوافعها وأسباب نجاح الحملة الأولى الصادر عام 1989.
2. القدس تحت الحكم الصليبي ودوافع صلاح الدين لتحريرها الصادر عام 1989.
3. قرية عنابة، عام 1995.
4. تاريخ القدس، عام 1997.
5. الفتح العمري للقدس نموذج للدعوة بالعمل والقدوة.[4]
6. المماليك البحرية وقضائهم على الصلبيين بالشام.[5]